# Membres de la Société royale du Canada, par ordre alphabétique C
| Nom                           | Année | Occupation |
| ----------------------------- | ----- | ---------- |
| Louis Cabri                   | 1996  |            |
| Alain Caillé                  | 1990  |            |
| Peter Caines                  | 2003  |            |
| Alan Cairns                   | 1979  |            |
| William Caldwell              | 1979  |            |
| William Callahan              | 2000  |            |
| Mireille Calle-Gruber         | 1997  |            |
| Donald Calne                  | 2001  |            |
| Stephen Calvert               | 1992  |            |
| Alastair Cameron              | 1961  |            |
| David Cameron                 | 2002  |            |
| Barrie Campbell               | 1979  |            |
| Bonnie Campbell               | 2012  |            |
| Colin Campbell                | 1984  |            |
| David Campbell                | 1988  |            |
| Finley Campbell               | 1971  |            |
| Jack Campbell                 | 1961  |            |
| Peter Campbell                | 2002  |            |
| Pierre Camu                   | 1966  |            |
| David Canvin                  | 1977  |            |
| Ernest Caparros               | 1985  |            |
| Jules Carbotte                | 1974  |            |
| J Careless                    | 1962  |            |
| James Carley                  | 2002  |            |
| Hervé Carrier                 | 1975  |            |
| Roch Carrier                  | 1987  |            |
| Robert Carroll                | 1993  |            |
| Allan Carswell                | 1984  |            |
| Fernand Carton                | 1999  |            |
| Arthur Carty                  | 1989  |            |
| Carol Cass                    | 2002  |            |
| Jean-Gabriel Castel           | 1979  |            |
| Claude Castonguay             | 1987  |            |
| Thomas Cavalier-Smith         | 1997  |            |
| Petr Cerny                    | 1991  |            |
| R Chacon                      | 1979  |            |
| John Challis                  | 1992  |            |
| Edward Chamberlin             | 2000  |            |
| Ta-Hang Chan                  | 1993  |            |
| Marsha Chandler               | 1995  |            |
| Thomas Chang                  | 2003  |            |
| D Chant                       | 1974  |            |
| Chi-Ying Chao-Yeh             | 1991  |            |
| Neena Chappell                | 1999  |            |
| Jean-Charles Chebat           | 1996  |            |
| Jerome Chèn                   | 1981  |            |
| John Cherry                   | 1988  |            |
| Dennis Chitty                 | 1969  |            |
| Tristram Chivers              | 1991  |            |
| Ma-Duen Choi                  | 1985  |            |
| Noam Chomsky                  | 2003  |            |
| Michel Chrétien               | 1981  |            |
| Michael Church                | 1993  |            |
| Josef Cihlar                  | 2000  |            |
| Jiri Cizek                    | 1988  |            |
| John Clague                   | 1998  |            |
| Colin Clark                   | 1988  |            |
| Howard Clark                  | 1975  |            |
| Frank Clarke                  | 1984  |            |
| Garry Clarke                  | 1989  |            |
| Stephen Clarkson              | 2004  |            |
| Andre Clas                    | 2001  |            |
| Robert Clayton                | 1980  |            |
| Wallace Clement               | 1991  |            |
| Patricia Clements             | 1991  |            |
| Yves Clermont                 | 1972  |            |
| Gilles Cloutier               | 1976  |            |
| Ronald Clowes                 | 1994  |            |
| Richard Cobbold               | 1976  |            |
| Lorraine Code                 | 2005  |            |
| François Colbert              | 2005  |            |
| Susan Cole                    | 2000  |            |
| Michael Collie                | 1987  |            |
| Marc Colonnier                | 1974  |            |
| John Colter                   | 1973  |            |
| Rita Colwell                  | 2001  |            |
| Melvin Comisarow              | 1995  |            |
| Roger Comtois                 | 1970  |            |
| Pierre Conlon                 | 1969  |            |
| George Connell                | 1975  |            |
| Alain Connes                  | 1995  |            |
| Leonard Conolly               | 2002  |            |
| Margaret Conrad               | 1995  |            |
| André-Pierre Contandriopoulos | 1996  |            |
| Eleanor Cook                  | 1992  |            |
| Ramsay Cook                   | 1969  |            |
| Rebecca Cook                  | 1999  |            |
| Stephen Cook                  | 1984  |            |
| Barry Cooper                  | 1993  |            |
| Paul Copper                   | 1996  |            |
| Stanley Coren                 | 1999  |            |
| Ellen Corin                   | 1991  |            |
| Paul Corkum                   | 1996  |            |
| John Cornwall                 | 1992  |            |
| Andre Cossette                | 1984  |            |
| Edwin Cossins                 | 1973  |            |
| William Costerton             | 2005  |            |
| Thomas Courchene              | 1981  |            |
| Jacques Courville             | 1989  |            |
| Serge Courville               | 1992  |            |
| Ronald Coutts                 | 1981  |            |
| Guy Couturier                 | 2003  |            |
| Harold Coward                 | 1990  |            |
| Roger Cowley                  | 2001  |            |
| Diane Cox                     | 2004  |            |
| Robert Cox                    | 1992  |            |
| Fergus Craik                  | 1985  |            |
| Michael Craton                | 1997  |            |
| Paul-André Crépeau            | 1980  |            |
| Richard Cruess                | 1985  |            |
| Miklos Csörgo                 | 1989  |            |
| Claudio Cuello                | 1997  |            |
| William Cullen                | 1993  |            |
| Pieter Cullis                 | 2004  |            |
| Frank Cunningham              | 1995  |            |
| Philip Currie                 | 1999  |            |
| Max Cynader                   | 1987  |            |